# 柳晟
柳 晟（りゅう せい、750年 - 818年）は、唐代の官僚・軍人。本貫は河中府解県。

## 経歴
太僕寺卿・駙馬都尉の柳潭と和政公主のあいだの子として生まれた。粛宗と呉皇后の外孫にあたる。代宗により皇太子や諸王とともに養育され、呉大瓘とその子の呉通玄に学問を受けた。官を歴任して太常寺卿に試用された。
徳宗が即位すると、柳晟は幼いころから徳宗と席を並べて学んでいたことから、親しく用いられた。建中4年（783年）、涇原の兵乱が起こり、徳宗が奉天に避難すると、柳晟はこれに従った。長安に入り、反乱に同調した人々を説得して帰順させたいと願い出ると、徳宗はこれを許可した。柳晟は反乱軍の将帥の多くと旧交があり、その門に出入りして説得にあたった。事が漏れて、朱泚に捕らえられ、獄に下された。ほどなく獄を破って逃走し、落髪して僧形となり、間道を通って行在に帰還した。原王府長史に抜擢された。呉通玄が罪を得ると、柳晟は三度上書してかれを弁護し、その一死を減刑させた。
柳晟は将作少匠に転じた。崇陵の造営を護衛し、河東県子に封じられた。元和元年（806年）、検校工部尚書・興元尹・山南西道節度使となった。劉闢の乱を討って帰還するべきところ、引き続いて梓州の防衛を命じられたため、軍人たちが怒って監軍を脅して反乱を図った。柳晟は病身を押して兵士を説得し、落ち着かせた。のちに節度使を退任して入朝し、詔に違反して進奉したことから、監察御史の元稹の弾劾を受けたが、徳宗に赦された。まもなく回鶻への冊立使として出立し、帰国して復命すると、左金吾衛大将軍に転じた。元和13年（818年）、死去した。享年は69。太子少保の位を追贈された。

## 伝記資料
- 『旧唐書』巻183 列伝第133
- 『新唐書』巻159 列伝第84